# Đorđe Tutorić
Đorđe Tutorić (en serbe en écriture cyrillique : Ђорђе Туторић), né le 5 mars 1983 à Subotica en Yougoslavie (auj. en Serbie), est un footballeur international serbe, qui évolue au poste de défenseur central.
Tutorić a joué un match avec l'équipe de Serbie en 2007. 

## Carrière
- 2002-2004 : FK Étoile rouge de Belgrade
- 2004-2005 : FK Jedinstvo Ub
- 2005-2006 : Mladost Apatin
- 2006-2008 : FK Étoile rouge de Belgrade
- 2008 : Kocaelispor K
- 2009-2010 : FK Étoile rouge de Belgrade
- 2010-2011 : Ferencváros TC
- 2012 : FK Novi Pazar

## Palmarès

### En équipe nationale
- 1 sélection et 0 but avec l'équipe de Serbie en 2007.

### Avec l'Étoile rouge de Belgrade
- Champion de Serbie en 2007.
- Vainqueur de la Coupe de Serbie en 2007.